# Ania Bukstein
Ania Bukstein (en hebreo: אניה בוקשטיין, ruso: Аня Букштейн; Anya Bukshteyn; Moscú, 7 de junio de 1982) es una actriz, cantante y compositora rusa nacida en la URSS, pianista y actriz de voz de los idiomas hebreo, ruso, francés e inglés.

## Primeros años
Bukstein nació como la única hija en el seno de una familia judía en Moscú, URSS. Sus padres son doctores, su madre es una patóloga y su padre es un neurooncologo.
Ella es políglota, habla con fluidez el hebreo, ruso, francés e inglés. Mientras crecía en Moscú, estudió piano clásico a la edad de 5 años, y dice que tuvo una estricta disciplina y educación común como todos los niños de la Unión Soviética. Ella y sus padres inmigraron a Israel a principios de la década de 1990 cuando ella tenía 8 años, mientras que sus abuelos aún viven en Moscú. Comenzó su carrera como actriz a la edad de 12 años. Sin embargo, en Israel abandonó su sueño de convertirse en concertista profesional de piano. En su adolescencia, asistió a Telma Yalin Arts High School en Guivatayim, Israel. Después de su graduación de la escuela secundaria, sirvió durante dos años en la Fuerza Aérea Israelí. Después de estudiar francés, recibió una beca en París.

## Carrera

### Música
Como pianista de formación clásica, Bukstein realizó muchas canciones en el piano para la serie-telenovela musical Our Song. En 2013 lanzó su primer álbum con ocho canciones escritas y compuestas por ella. El mismo fue producido por Johnny Goldstein, quien también coescribió la canción "One Day". Los sencillos presentados en el álbum son "One Day", "No One" y "Seven Minutes".
En junio de 2017, en colaboración con DJ Offer Nissim, lanzó otro sencillo, "Boy or Man". Ella también realiza canciones clásicas israelíes, en ceremonias estatales y conmemorativas, incluida la presentación oficial del Yom Ha'atzmaut (Día de la Independencia de Israel). Además, actúa con la Orquesta Filarmónica de Israel.

### Cine y televisión
En 1994, a la edad de doce años, Bukstein obtuvo su primer papel cinematográfico y trabajó junto a los actores Etti Ankri y Shuli Rand en la película Aretz Hadasha (A New Country) interpretando a Anna, una joven sobreviviente del Holocausto. Por su actuación en la película, fue nominada a un Ophir Awards a la "Mejor actriz", fue la actriz más joven en ser nominada en esta categoría.

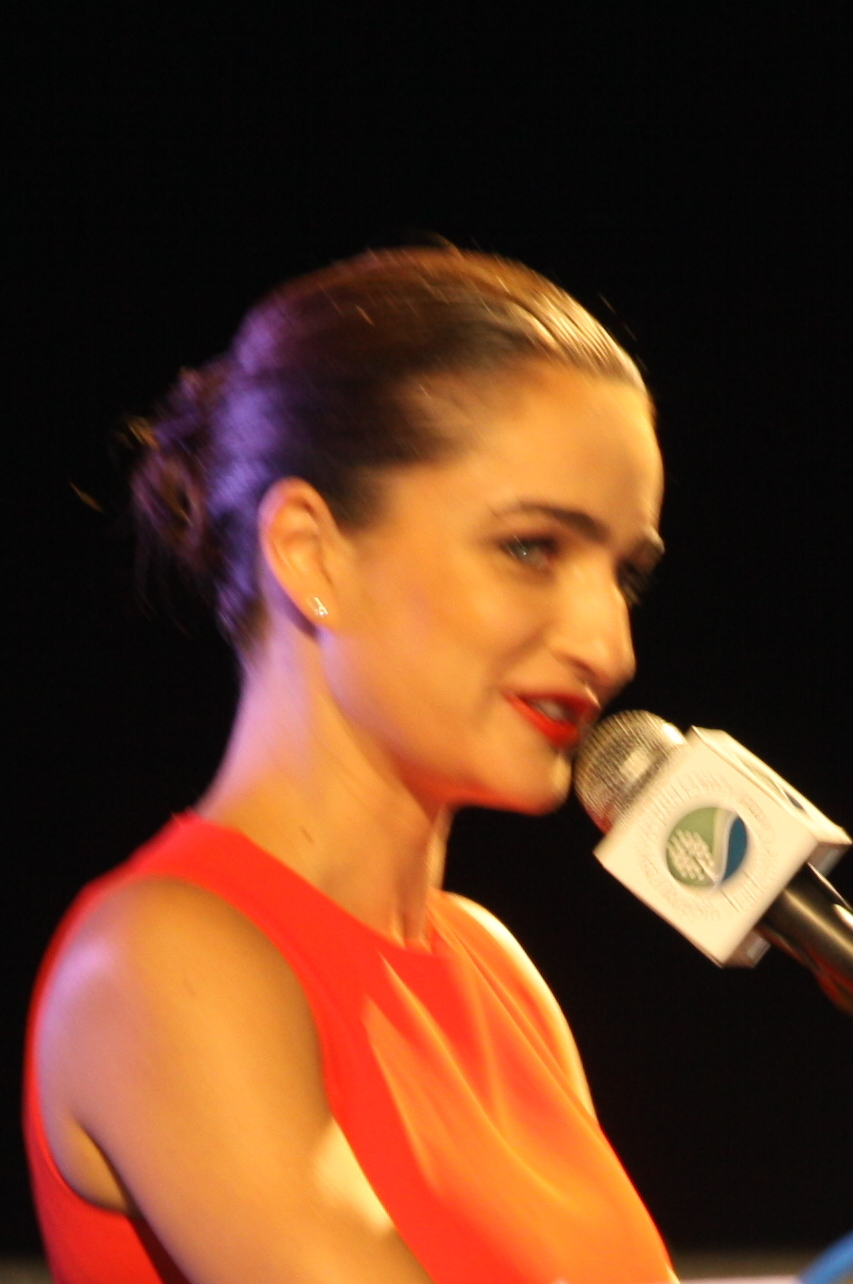
Bukstein en 2016.

En 2003, apareció en la película de Dover Kosashvili Matana MiShamayim. En 2005, coprotagonizó la película dirigida por Shmuel Hasfari Shoshelet Schwartz, por su actuación, una vez más fue nominada a un Ophir Awards a "Mejor actriz". Más tarde ese año, fue Anastasia durante la primera temporada de la serie de televisión infantil Rosh Gadol. En 2006, interpretó a Tamara Vice en la tercera y cuarta temporada de la serie de drama musical HaShir Shelanu. En 2007, protagonizó la película de Avi Nesher, muy aclamada por la crítica, The Secrets, como Naomi Hess, una adolescente que siente atracción por otra chica en una escuela religiosa. El 6 de septiembre de 2007, ganó el premio "La mujer del año en el cine" por su actuación en The Secrets. Ese mismo año, interpretó a Irena Kovlova en la serie de drama criminal Ha-Borer.
En 2008, apareció en la serie de comedia israelí Kapiot en Channel 2. En 2010, interpretó a Adi en la película de terror Rabies, y más tarde apareció en el programa de televisión Naor's Friends. En 2014, interpretó a Silvy en la serie de comedia Amamiot. Más tarde ese año, coprotagonizó False Flag como Asia Brinditch, una maestra de jardín de infantes que está implicada junto con 4 hombres israelíes en un secuestro de alto perfil que está cubierto por los medios de comunicación de todo el mundo.
En 2016, interpretó a la sacerdotisa roja Kinvara en la sexta temporada de la serie de HBO Game of Thrones. En noviembre de ese año, Bukstein ganó el Wolf Awards por "Mejor actriz" en el Festival PÖFF (Tallinn Black Nights Film Festival) por su papel en A Quiet Heart, que también ganó el premio a la "Mejor película". En 2017, apareció en la serie de televisión estadounidense Genius, interpretando a la espía rusa Margarita Konenkova, con quien Albert Einstein tuvo una aventura después de la muerte de su segunda esposa.

### Teatro
En 1998, Bukstein apareció en una obra de teatro para niños Tzav Tzav HaMelech. En 2002, protagonizó la obra escrita por Lea Goldberg Baalat Haarmon. En 2005, actuó en Milhama en el Teatro Nacional Habima, por su actuación en la obra ganó el Premio del Teatro Israelí por la "Actriz más prometedora del año". En las vacaciones de la Janucá en 2007, tocó en el musical Narnia en el Centro de artes escénicas de Tel Aviv. En 2008, tocó en el musical Oliver!  en el Teatro Beit Lessin. En 2010, interpretó a Hayyah en la obra de Joshua Sobol, Ghetto, en el Teatro Cámeri. Interpretó a la cantante Maria Augusta Trapp en la versión israelí de 2013 del musical The Sound of Music en el Centro de artes escénicas de Tel Aviv.

### Actriz de doblaje
Bukstein fue la encargada de doblar al idioma hebreo varios personajes de películas como por ejemplo Marie en Los Aristogatos en 1994, Jane en Peter Pan en el regreso al país de Nunca Jamás en 2002, Clover Euwing en Totally Spies! en 2003, Susan Pevensie en Las crónicas de Narnia: el león, la bruja y el ropero en 2005, y la princesa Selenia en Arthur y los Minimoys en 2006.

## Vida personal
Bukstein se casó con el desarrollador israelí de bienes raíces Dotan Weiner, primo de la actriz y modelo Galit Gutman, en 2013. Actualmente, ella está escribiendo su propio libro.

## Filmografía

### Cine
| Año  | Título                                                | Papel            | Notas                |
| ---- | ----------------------------------------------------- | ---------------- | -------------------- |
| 1994 | Eretz Hadasha                                         | Anna             | Debut como actriz    |
| 1994 | Los Aristogatos                                       | Marie            | Doblaje al hebreo    |
| 2002 | Peter Pan en el regreso al país de Nunca Jamás        | Jane             | Doblaje al hebreo    |
| 2003 | Matana MiShamayim                                     | Marina           |                      |
| 2005 | Schwartz Denesty                                      | Anna             |                      |
| 2005 | Las crónicas de Narnia: el león, la bruja y el ropero | Susan Pevensie   | Doblaje al hebreo    |
| 2006 | Foul Gesture                                          | Arkadia          |                      |
| 2006 | Arthur y los Minimoys                                 | Princesa Selenia | Doblaje al hebreo    |
| 2007 | The Secrets                                           | Naomi Hess       |                      |
| 2010 | Rabies                                                | Adi              |                      |
| 2012 | The Conductor                                         | Anna             | Película rusa        |
| 2012 | Dead Europe                                           | Amina            | Película australiana |
| 2013 | Friends from France                                   | Vera             | Película francesa    |
| 2017 | A Quiet Heart                                         | Naomi            |                      |

### Televisión
| Año       | Título          | Papel                      | Notas                                               |
| --------- | --------------- | -------------------------- | --------------------------------------------------- |
| 2003-2006 | Totally Spies!  | Clover Euwing              | Doblaje al hebreo                                   |
| 2005      | Rosh Gadol      | Anastasia                  | Temporada 1                                         |
| 2006      | HaShir Shelanu  | Tamara Weiss               |                                                     |
| 2007      | Spoons          | Various                    |                                                     |
| 2007-2009 | Screenz         | Shiri                      |                                                     |
| 2007-2014 | Ha-Borer        | Irena Kovlova              |                                                     |
| 2011      | Naor's Friends  | Silvy Knafo                | Episodio: "The First Years of the Undercover Bimbo" |
| 2014      | Amamiyot        | Silvy Knafo / Slavit Kanaf |                                                     |
| 2015      | False Flag      | Asia Brinditch             |                                                     |
| 2015      | Plan B          | Ella misma                 | Cameo                                               |
| 2016      | Game of Thrones | Kinvara                    | Episodio: "The door"                                |
| 2017      | Genius          | Margarita Konenkova        | Episodio 9                                          |

## Premios y nominaciones
| Año  | Premio                   | Categoría               | Trabajo          | Resultado |
| ---- | ------------------------ | ----------------------- | ---------------- | --------- |
| 2004 | Academia de cine israelí | Mejor actriz de reparto | Schwartz Denesty | Nominada  |
| 2007 | Academia de cine israelí | Mejor actriz            | The Secrets      | Nominada  |
| 2016 | Academia de cine israelí | Mejor actriz            | A Quiet Heart    | Nominada  |
| 2016 | Festival PÖFF            | Mejor actriz            | A Quiet Heart    | Ganadora  |